# Злокобен
„Злокобен“ (на английски: Malignant) е американски свръхестествен филм на ужасите през 2021 г. на режисьора Джеймс Уан по сценарий на Акила Купър, по сюжета на Уан, Ингрид Бису и Купър. Във филма участват Анабел Уолис, Мади Хасън, Джордж Йънг, Жаклин Маккензи и Мишон Бриана Уайт.
Филмът е пуснат на екран в Съединените щати на 10 септември 2021 г. от Warner Bros. Pictures под етикета New Line Cinema, и в стрийминг услугата HBO Max за един месец. Филмът спечели над $32 милиона срещу бюджет $40 милиона и получи отзиви от критиците.
В България филмът е пуснат по кината на 3 септември 2021 г. от Александра Филмс.